# Хиден, Рудольф
Рудо́льф Хи́ден (нем. Rudolf Hiden; 9 марта 1909 — 11 сентября 1973) — австрийский футболист и футбольный тренер.
Один из величайших вратарей XX века (занял 24-е место среди всех вратарей мира в XX веке, 13-е место — среди европейцев). Лучший вратарь в истории австрийского футбола. Член «Вундертим». Выступал за клубы ВАК и «Расинг».

## Биография
Рудольф родился в Австрии, и получил прозвищу Руди. Он был успешным игроком на международной арене, и в 1930 году «Арсенал» Герберта Чепмена пытался подписать его, но Союз Игроков Англии и Футбольная Лига в Англии помешала ему сделать это. Он переехал во Францию в 1933 году, чтобы играть в парижском «Расинге» вместе с Огюстом Жорданом, и позже получил французское гражданство. Вратарь австрийского «Вундертима», он также сыграл один матч за сборную Франции. Во время войны, Рудольф служил во французской армии.

## Достижения
- Чемпион Франции: 1936
- Обладатель Кубка Франции: 1936, 1939, 1940